# Izō Hashimoto
Izō Hashimoto (Tsuwano, 21 febbraio 1954) è uno sceneggiatore e regista giapponese.

## Filmografia

### Sceneggiatore
- Namadori kaikin tour: Mushirareta bikini, regia di Akiyoshi Kimata (1985)
- Barrow Gang BC, regia di Akiyoshi Kimata (1985)
- Sukeban Deka The Movie (Sukeban deka), regia di Hideo Tanaka (1987)
- Uerutaa, regia di Ryū Murakami (1987)
- Hyôryu kyôshitsu, regia di Nobuhiko Obayashi (1987)
- Sukeban Deka the Movie 2: Counter-Attack from the Kazama Sisters, regia di Hideo Tanaka (1988)
- Akira, regia di Katsuhiro Ôtomo (1988)
- Hung cheuk wong ji, regia di Ngai Choi Lam e Yuen Biao (1988)
- Shoot, regia di Kazuki Ohmori (1994)
- Embalming (Enbamingu), regia di Shinji Aoyama (1999)
- The Guys from Paradise (Tengoku kara kita otoko-tachi), regia di Takashi Miike (2001)
- Â! Ikkenya puroresu, regia di Naoki Kubo e Terry Ito (2004)
- Aijin Moeko: Sei-seikatsu, regia di Kaitei Kitabata (2006)
- Gwan gai, regia di Pou-Soi Cheang (2007)

### Regista e sceneggiatore
- Meimon! Takonishi Ouendan (1987)
- CF gâru (1989)
- Evil Dead Trap 2 (Shiryō no wana 2: Hideki) (1992)
- Kagerô II (1996)
- Fûja (2014)

### Regista
- Puru-puru (1993)
- Doraibingu Hai! (1993)
- Teito monogatari gaiden (1995)